# Miron (białoruska opozycja)

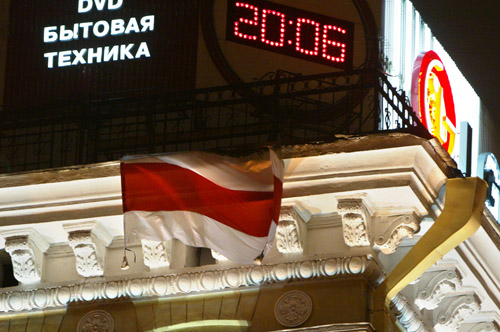
Wywieszenie flagi biało-czerwono-białej w trudno dostępnych miejscach jest charakterystyczne dla działalności Mirona

Miron (biał. Мірон) – imię, nazwa lub pseudonim, określający przeciwnika lub grupę przeciwników rządów Alaksandra Łukaszenki na Białorusi. Od 1995 roku Miron organizuje na terytorium Białorusi akcje wywieszania w trudno dostępnych miejscach biało-czerwono-białej flagi, przez część środowisk demokratyczno-niepodległościowych i emigracyjnych uznawanej za narodową, a zakazanej przez prawo Białorusi. Nigdy nie stwierdzono z całą pewnością, czy Miron w rzeczywistości kiedykolwiek istniał, ani tym bardziej czy był ujęty za swoją działalność. Nie wiadomo, czy Miron to prawdziwe imię, czy pseudonim. Nie ustalono również, czy akcje wywieszania flagi są skoordynowane w ramach jednej grupy, czy taką nazwą określa się różne, niezależnie od siebie działające osoby pod wpływem pierwszego, nielegalnego, wywieszenia flagi w Łożnie w 1995 roku.
Akcje wywieszania flag następują nieraz w rocznice ważnych wydarzeń z historii Białorusi. Do flag bywa dołączany podpis, w którym sprawca lub sprawcy przekazują przesłanie dla świadków zdarzenia.

## Referendum 1995 roku na Białorusi

Państwowa flaga Republiki Białorusi od 1995 roku

Miron rozpoczął działalność w obwodzie witebskim w połowie lat dziewięćdziesiątych XX wieku po referendum z 14 maja 1995 roku, które zmieniło narodową symbolikę Republiki Białorusi. Wśród czterech zaproponowanych na referendum pytań drugie brzmiało:

Czy popierają państwo propozycję ustanowienia nowej państwowej flagi i państwowego godła Republiki Białorusi?

Wyniki głosowania były następujące: twierdząco odpowiedziało 3 622 851 osób uprawnionych do głosowania, co stanowiło 75,1% wszystkich głosujących. Przeciwko zagłosowało 988 839 osób, co stanowiło 20% wszystkich głosujących. 211 732 głosy uznano za nieważne. Wyniki referendum, zdaniem niezależnych obserwatorów, zostały sfałszowane.
Po referendum 1995 roku dotychczasowa symbolika białoruska utraciła swoje znaczenie w świetle prawa białoruskiego. Używanie jej stało się nielegalne. Mimo to zarówno flaga biało-czerwono-biała, jak i godło Pogoń są uznawane przez przeciwników rządów Łukaszenki za jedyne prawdziwe symbole Białorusi.

## Teorie na temat tożsamości Mirona
Wprowadzenie nowych symboli państwowych wywołało aktywność opozycjonistów rządowych. W obwodzie witebskim rozpoczął działalność Miron, tajemniczy sprawca lub grupa sprawców, zajmujących się wywieszaniem w miejscach publicznych flagi biało-czerwono-białej. Miron nie został wykryty przez milicję. Jauhien Hruszeuski, zastępca kierownika Oddziału Rejonowego w Loźnie, zapytany w 2005 roku, czy nadal toczy się dochodzenie w sprawie Mirona, odpowiedział, że w tej sprawie obowiązuje tajemnica śledztwa.
Opozycjonista witebski – Barys Chamajda – uważa, że Miron jest tylko jeden – ten, który jako pierwszy wywiesił zabronioną flagę biało-czerwono-białą w 1995 roku. Niemniej jednak, podczas pogrzebu jednego z opozycjonistów witebskich – dwudziestopięcioletniego Ramana Sałaujana – w 2007 roku, sugerował, że istnieje grupa Mirona, do której Sałaujan dołączył w 1999 roku i brał udział w najbardziej skomplikowanych akcjach.
Przez służby specjalne wielokrotnie były zatrzymywane różne osoby pod zarzutem zamiany flag. Większość aresztowanych należała do opozycyjnego Białoruskiego Frontu Ludowego. W 2007 roku przewodniczący jednej z rad obwodowych odłamu BFL – Konserwatywno-Chrześcijańskiej Partii BFL, Poźniakowski, podejrzany o wywieszanie nielegalnej flagi, siedem miesięcy spędził w areszcie pod zarzutem chuligaństwa. Podczas jego aresztu działalność Mirona trwała nieprzerwanie.
W 2007 roku organizacja RJN [Rosyjska Jedność Narodowa] (ros. РНЕ [Русское Национальное Единство]) uznała, że Miron to grupa czterech opozycjonistów witebskich. 22 sierpnia Barys Chamajda, Siarhiej Kawalenka, Jan Taułyha i Jan Dzierżaucou otrzymali listy z pogróżkami od witebskiej filii tej organizacji:

Miron! Jeżeli jeszcze raz wywiesisz w naszym mieście swoją biało-czerwono-białą szmatę, my ciebie ukarzemy!

Barys Chamajda uznał, że nagonka na zwolenników Mirona rozpoczęła się po artykułach, które ukazały się 14 sierpnia 2007 roku w Gazecie Białoruskiej (Белорусская газета). W 2007 roku listy z podobnymi pogróżkami otrzymali: Alena Zalesskaja – przewodnicząca witebskiego oddziału Zjednoczonej Partii Obywatelskiej (Аб'яднаная грамадзянская партыя), Uładzimier Bazan – redaktor gazety Kurier Witebski (Витебский курьер), oraz Wiktoryja Daszkiewicz – kierowniczka działu literackiego Teatru Lalka. Na kopercie, którą dostała Wiktoryja Daszkiewicz, został umieszczony adres nadawcy, mimo to milicja odmówiła wszczęcia dochodzenia.

## Miron w mediach niezależnych

Flaga biało-czerwono-biała, zdelegalizowana w 1995 roku

### Wywiady z Mironem
W 2007 roku Miron udzielił wywiadu dla Radia Swoboda oraz wziął udział w spotkaniu z witebską młodzieżą, zorganizowanym w prywatnym mieszkaniu w przeddzień święta Białoruskiej Sławy Wojskowej, które przepada na 5 września. Stenogram rozmowy został opublikowany w gazecie Narodowe Wiadomości Witebska (Народныя навіны Віцебска). Podczas obu spotkań Miron nie odsłonił swojej twarzy, ponieważ nie chciałby, aby była ona utożsamiana z konkretną osobą:

Nikt nie ma prawa do prywatyzacji legendy. Twarz Mirona to naród białoruski.

Dziennikarz Radia Swoboda opisał Mirona jako mężczyznę o wyższym niż średni wzroście, wysportowanego, o szerokich ramionach. Miron ujawnił, że jest Białorusinem i urodził się w obwodzie witebskim, nie ma przygotowania elektrotechnicznego, ani alpinistycznego. Imię, jak przyznał, jest nieprawdziwe. Jest to imię jego przodków, ale również oznacza mir - pokój:

Miron zawsze idzie pokojowym szlakiem, póki realne zagrożenie nie zawisło nad suwerennością Białorusi.

Podczas spotkania z witebską młodzieżą Miron przedstawił swoje poglądy polityczne. Według niego obecnie w kraju panuje nie siła prawa, tylko prawo siły. Tak zwani opozycjoniści, którzy nawoływali do zagłosowania na "nie" w referendach, spowodowali jedynie wzrost frekwencji, co umożliwiło władzy skuteczne sfałszowanie wyników wyborów. Według Mirona naród i elektorat to dwa różne pojęcia, dlatego najlepszą taktyką walki przeciwko rządowi jest bojkot polityczny. Działalność opozycji nie powinna przebiegać pod hasłem "Należy coś zrobić". Poważni politycy powinni kierować się interesem Białorusi, aby w przyszłości nie doszło do włączenia jej do Rosji. Przyszły rząd powinien ocenić pod względem polityczno-prawnym referenda z maja 1995 roku i listopada 1996 roku, kiedy doszło do zmian w Konstytucji Republiki Białorusi.
Miron zapowiedział, że ujawni swoją tożsamość, gdy do władzy przyjdzie rząd, który będzie się cieszył zaufaniem narodu. Spodziewa się także, że to on zatknie flagę biało-czerwono-białą nad gmachem parlamentu i Pałacem Rządu.

### Działalność Mirona

#### 1995 rok – początek działalności
Aktywność Mirona rozpoczęła się 27 lipca – dwa miesiące po wprowadzeniu przez prezydenta obecnych symboli Republiki Białorusi. Pierwszą flagę Miron zatknął na czterdziestometrowym kominie kotłowni w Łoźnie. Podczas wywiadu w Radiu Swoboda opowiedział, że flagę zrobił z białego płatu tkaniny, malując na nim czerwony pas. Żeby opóźnić zdjęcie flagi przez milicjantów, przymocował do niej kartkę z napisem "Ostrożnie, urządzenie wybuchowe!" i pustą skrzynkę metalową. Jednak służby specjalne rozstrzelały flagę i skrzynkę i, nie doczekawszy się wybuchu, zdjęły flagę, znalazłszy przy niej list:

Zwróćcie narodowi historyczną pamięć.

Miron zaczął swoją działalność w Witebsku i okolicach. Systematycznie co miesiąc podejmuje akcję zamiany flag. Jedna z nich – zamiana flag na urzędzie władz obwodowych – została zarejestrowana przez kamerę rosyjskiej NTW, a materiał wyemitowano w telewizji. Na nagraniu było widać mężczyznę, który zamienia flagę państwową na biało-czerwono-białą. W miejscach zatykania nielegalnych flag Miron pozostawia listy, w których ustosunkowuje się do sytuacji w kraju, nawołuje do protestów i sprzeciwiania się Łukaszence. Miron wywiesza flagę biało-czerwono-białą w nocy lub w dzień w miejscach trudno dostępnych – na wieżach i liniach elektrycznych. Żeby ją zdjąć, władze mobilizują strażaków i alpinistów.

#### 2001 rok
2 kwietnia Alaksandr Łukaszenka za zaangażowanie się w zacieśnienie związków między Rosją a Białorusią został nagrodzony przez prezydenta Władimira Putina Orderem „Za zasługi dla Ojczyzny” II stopnia. Według relacji na stronie Chartyi'97 – białoruskiej inicjatywy społecznej, działającej na rzecz obrony praw człowieka oraz zjednoczenia opozycji na Białorusi, 9 kwietnia, tydzień po podpisaniu przez Władimira Putina ukazu o wręczenie orderu, Miron wywiesił flagę biało-czerwono-białą na trzydziestometrowym słupie linii energetycznej w Łoźnie. Flaga została zatknięta na cześć otrzymania orderu przez prezydenta Białorusi. W liście Miron napisał:

Dobry gospodarz nigdy nie poczołga się na wschód z wyciągniętą ręką.

#### 2006 rok
Nad ranem 27 czerwca w Łoźnie na trzydziestometrowym słupie linii energetycznej o napięciu 30 tysięcy V, Miron zatknął flagę biało-czerwono-białą z kirem. W pozostawionym liście napisał:

Wiecznej pamięci sławnego syna ziemi białoruskiej - Uładzimiera Ryhorawicza Pleszczanki. Póki na ziemi żyją tacy ludzie, jak on, Białoruś żyła, żyje i będzie żyć wiecznie.

Barys Chamajda skomentował akcję jako poszanowanie pamięci w dniu sorokousta - czterdziestego dnia po śmierci - przewodniczącego witebskiej rady Konserwatywno-Chrześcijańskiej Partii BFL - Uładzimiera Pleszczanki. Flaga została zdjęta po dwóch godzinach przy współpracy milicji i pracowników przedsiębiorstwa energetycznego.
27 października o godzinie jedenastej w nocy flaga biało-czerwono-biała została zatknięta w Witebsku na dachu tak zwanego "Niebieskigo Domu" pod numerem 28 przy ulicy Lenina. Drzewko było przymocowane nad liczbą 974, oznaczającą rok założenia miasta. W liście Mirona zostało napisane:

Zwyciężymy z flagą Kastusia Kalinowskiego!

Flaga wisiała około 5-7 minut, jednak żaden z dziennikarzy nie zdążył zrobić zdjęcia. Po tym incydencie kilku milicjantów patrolowało teren wokół domu przez całą noc.
17 grudnia flaga biało-czerwo-biała została zatknięta nieopodal Teatru Lalka. W liście napisano:

Nie trzeba nikogo i niczego się bać! I tak Białoruś zwycięży! Witebsk i Teatr Lalka pozostaną białoruskie, a miejsce RJN [Rosyjskiej Jedności Narodowej] (РНЕ [Русское Национальное Единство]) - na śmietniku historii.

Ta akcja Mirona, według Barysa Chamajdy, miała na celu podnieść na duchu Wiktorię Daszkiewicz, kierowniczkę działu literackiego teatru, która otrzymała wówczas list od RJN z poleceniem przetłumaczenia wszystkich wystawianych w teatrze spektakli na język rosyjski.
18 grudnia Miron wywiesił flagę na dachu domu przy ulicy Sowieckiej w Witebsku. Dom położony jest naprzeciwko obwodowej siedziby KGB. Około dwudziestu metrów od niego mieści się również rejonowy oddział milicji. Pracownicy dwóch instytucji zauważyli flagę po godzinie. Według Barysa Chamajdy Miron wywiesił flagę prawdopodobnie w przeddzień dziewięćdziesiątej dziewiątej rocznicy utworzenia Wszechrosyjskiej Komisji Nadzwyczajnej do Walki z Kontrrewolucją i Sabotażem na czele z Feliksem Dzierżyńskim. W Witebsku siedziba Czeka mieściła się w tym samym budynku, co KGB.
Wywieszenie flagi naprzeciwko siedziby KGB i milicji spowodowało wzmocnienie ochrony urzędów w całym kraju. Ten fakt przyczynił się do rozgłosu sprawy Mirona.

#### 2007 rok
Pierwsza akcja zamiany flag została podjęta 8 stycznia. Flagę zatknięto nad jednym z domów w Witebsku. Jego list informował, flaga została zatknięta na znak solidarności z Ukrainą, która znajdowała się w stanie tak zwanego konfliktu gazowego z Rosją.
19 czerwca, w rocznicę urodzin Wasila Bykaua, Miron spuścił flagę po rzece Dźwinie na wysokości Witebska.
26 lipca w Witebsku przy ulicy Walanciny Cieraszkowaj na wszystkich budynkach po stronie parzystej Miron zastąpił szyldy z nazwą ulicy na tabliczki z imieniem zmarłego w 2006 roku działacza Młodego Frontu - Uładzimiera Pleszczanki. Imię opozycjonisty zostało napisane czerwonymi literami na białym tle.

#### 2008 rok
15 marca w Homlu na trzypiętrowym domu przy ulicy Sowieckiej, który znajduje się w pobliżu miejskiego komitetu wykonawczego, nieznani sprawcy wywiesili flagę biało-czerwono-białą. 15 marca to Święto Konstytucji Republiki Białorusi 1994 roku. Flaga została zauważona i zdjęta dopiero wieczorem następnego dnia przez ratowników przy pomocy specjalistycznego sprzętu. Jeden z aktywistów demokratycznych wyraził pogląd, że Miron przebywał w tych dniach w Homlu.
5 września około północy nieopodal Placu Zwycięstwa w Witebsku na linii wysokiego napięcia została wywieszona flaga biało-czerwono-biała. Przy niej pozostawiono wiadomość:

Składam życzenia z okazji Dnia Białoruskiej Sławy Wojskowej. Ostatnie wydarzenia w Gruzji świadczą o tym, iż Białorusini powinni w razie potrzeby poważnie szykować się do powtórzenia czynu bohaterskiego naszych przodków pod Orszą. Niech żyje Białoruś! Żyje wiecznie!

Flaga została zdjęta przez milicjantów po około czterdziestu minutach. Akcję zdejmowania flagi obserwowali witebscy opozycjoniści - Barys Chamajda i Alaksandar Sałaujan, których ostrzeżono, że zostaną odnotowani jako "osoby podejrzane" w raporcie służb bezpieczeństwa.

#### 2009 rok
14 maja, w czternastą rocznicę referendum 1995 roku, osiem kilometrów od Żodzina, w pobliżu stacji Krasnoje Znamia (Czerwony Sztandar) na linii wysokiego napięcia została wywieszona flaga biało-czerwono-biała. Według Barysa Chamajdy, który udzielał wywiadu dla Radia Swoboda, przy fladze pozostawiono list:

Podążając w stronę stolicy białoruskiej, zatrzymałem się tutaj, żeby przywrócić sprawiedliwość historyczną i nadać tej stacji nazwę Bieł-czyrwona-bieły Sciah (Flaga Biało-czerwono-biała). Niech wiecznie żyją nasze symbole narodowe.

20 października we wsi Palaje koło Witebska, na miejscu masowych egzekucji w latach trzydziestych-pięćdziesiątych XX wieku, Miron odnowił drewniany krzyż. Trzy poprzednie zostały zniszczone przez wandali. Według Barysa Chamady nowy krzyż wystawił Miron i udekorował go biało-czerwono-białą wstęgą, zawiesił także w pobliżu, na linii wysokiego napięcia, flagę z listem:

Stalinowscy kaci w 1937 roku zniszczyli naszych dziadów, a dziś wnukowie tych katów rujnują krzyże w miejscach straceń naszych przodków. Ale za wszystko przyjdzie płacić. Zbliża się czas zbierania kamieni. Wieczna pamięć naszym dziadom. Miron.

11 listopada flaga zjawiła się na dachu piętnastopiętrowego bloku, jednego z najwyższych budynków miasta, przy Placu Zwycięstwa w Witebsku. Została zdjęta po prawie trzech kwadransach. 26 listopada, z okazji rocznicy powstania słuckiego, o piątej wieczorem na linii wysokiego napięcia przy wjeździe do Liozna pojawiła się biało-czerwono-biała flaga z notatką:

Wieczna pamięć bohaterom Słuckiego Czynu Zbrojnego.

10 grudnia na linii wysokiego napięcia w pobliżu miejscowości Ruba Miron wywiesił flagę z okazji Dnia Powszechnej Deklaracji Praw Człowieka, nawołując w notatce do walki w obronie praw. 19 grudnia na stronie internetowej Radia Swoboda została umieszczona informacja, że o godzinie siódmej wieczorem 18 grudnia na linii wysokiego napięcia nad szosą między Witebskiem a Kirowskiem zostały zawieszone dwie flagi. Jedna z nich była biało-czerwono-biała, druga - czerwono-zielona flaga Białoruskiej Socjalistycznej Republiki Radzieckiej z przyszytymi na niej kawałkami czerwonej tkaniny. Barys Chamajda uważa, że miały one symbolizować krew ofiar stalinizmu. Przy flagach umieszczono notatkę:

Składam życzenia wszystkim zwolennikom "twardej ręki" z okazji narodzin największego "herszta" wszech czasów i narodów - "towarzysza Stalina". Jego syn Wasilij pisał, że długo jeszcze będziemy drżeć przed jego portretami i nie pomylił się. Następstwami jego kierowania są Kuropaty i Palaje. Miron.

24 grudnia o piątej godzinie wieczorem Miron wywiesił flagę na linii wysokiego napięcia nad prospektem Francyska Skaryny w Połocku. W liście zostały zawarte życzenia bożonarodzeniowe i noworoczne oraz wezwanie do uwolnienia się spod władzy znanego bajarza.

#### 2010 rok
7 stycznia Miron lub jeden z jego naśladowców wywiesił flagę na jednej z choinek Witebska. Sprawca został zatrzymany. Okazał się nim być trzydziestopięcioletni pracownik budowy - Siarhiej Kawalenka. 20 stycznia flaga-biało-czerwono-biała zjawiła się na budynku Pałacu Kultury Kolejarzy w Witebsku. Tak Miron uczcił, według Barysa Chamajdy, dwudziestą rocznicę utworzenia witebskiego klubu miejskiego "Za demokratyczne wybory" ("За дэмакратычныя выбары"). Klub powstał 18 stycznia 1990 roku, a pierwsze zebranie jego członków miało miejsce w Pałacu Kultury Kolejarzy. W liście Miron napisał:

Z okazji dwudziestolecia utworzenia witebskiego klubu miejskiego "Za wolne wybory" ("За свабодныя выбары"). Czyny przyjaciół klubu zostały złotymi zgłoskami zapisane w historię naszego kochanego Witebska. Niech żyje Białoruś! Żyje wiecznie! Miron.

Kolejna flaga biało-czerwono-biała z notatką

Kocham Białoruś i mój rodzimy Witebsk! Niech żyje Białoruś! Żyje wiecznie! Miron.

została wywieszona w Witebsku między mostami przez Dźwinę Zachodnią o pierwszej godzinie po południu w przeddzień dnia zakochanych - 13 lutego.

## Miron w mediach oficjalnych
24 stycznia 2006 roku dziennikarka gazety rządowej Sowiecka Białoruś (Советская Белоруссия) - Tatjana Krawcowa - opisała akcję alpinisty, który zerwał flagę Białorusi na budynku Mińskiego Miejskiego Komitetu Wykonawczego. Sprawca został zatrzymany pod zarzutem chuligaństwa. Dziennikarka ujawniła tożsamość chuligana. Okazał się nim być Dmitrij Kaspierowcz - aktywista niezarejestrowanej organizacji Młody Front. Jest bezrobotny, dlatego ma dużo czasu na działalność skierowaną przeciwko rządowi.

Na dachu znalazł się nie pod wpływem lunatyzmu, ale świadomie, więc działanie przy fladze było obmyślone choć młodzieńczo niedojrzałe.

## Ocena działań Mirona

### Media opozycyjne
Według mediów opozycyjnych opinia witebszczan na temat Mirona jest podzielona. Jedni uznają Mirona za chuligana, inni - za bohatera i symbol. Andrzej Poczobut, niezależny dziennikarz polonijny w Grodnie, uważa czyny Mirona za brawurowe i niebezpieczne. Zdaniem Poczobuta, białoruskie służby specjalne nie mogą sobie poradzić z Mironem. Stał się on legendą i jest pozytywnie postrzegany przez osoby ze środowiska inteligencji białoruskiej. Zwykli Białorusini natomiast reagują różnie, przeważnie jednak odnoszą się do działań Mirona z sympatią. Barys Chamajda uznaje działalność Mirona za wyjątkowo odważną. Zianon Paźniak, założyciel Białoruskiego Frontu Ludowego, uważa, że Miron zapoczątkował nieformalny Zakon Flagi Białoruskiej, a jego działania zyskały naśladowców w społeczeństwie.

### Media rządowe
W rządowej gazecie Sowiecka Białoruś (Советская Белоруссия) 24 stycznia 2006 roku ukazał się artykuł Niebezpieczna wysokość (Опасная высота) autorstwa Tatjany Krawcowej. W artykule osoba, wywieszająca flagi biało-czerwono-białe, to młody poszukiwacz ostrych wrażeń, który zimową nocą wspina się na dach.

## Naśladowcy i propagatorzy Mirona

### Ruch mironowski
Wiadomości o Mironie docierają do społeczeństwa głównie za pośrednictwem Radia Swoboda. Pierwszym informatorem i komentatorem działalności Mirona jest najczęściej Barys Chamajda - opozycjonista witebski. Informacje dla polskich mediów przekazuje przede wszystkim Andrzej Poczobut - niezależny dziennikarz polonijny na Białorusi i współpracownik Gazety Wyborczej oraz Polskiego Radia.
Miron zyskał naśladowców w społeczeństwie białoruskim. Powstał ruch mironowski, polegający na wywieszaniu nielegalnych flag w miejscach niedostępnych. Zdarzało się, że w przeddzień święta państwowego zatykano około dwustu-trzystu flag na terenie całego kraju w różnych miejscach.
Według Barysa Chamajdy naśladowcy Mirona pojawili się od razu po pierwszej akcji wywieszania flagi biało-czerwono-białej. Do nich należy, na przykład, Zmicier Pimienau - witebszczanin, emigrant polityczny przebywający w Belgii. W 2003 roku inny naśladowca Mirona, przewodniczący witebskiego oddziału Młodego Frontu - Janis Czuczman - po wywieszeniu flagi nad amfiteatrem, zmuszony został do emigracji. W swoim dziele Pokolenie Młodego Frontu (Пакаленьне Маладога фронту) Pawał Siewiaryniec pisze, iż Miron zapoczątkował akcję "Nasze miasto!" (“Горад наш!”), podczas której w różnych miastach Białorusi jednocześnie wywiesza się setki flag biało-czerwono-białych. Największa z takich akcji odbyła się 29 października 2009 roku, kiedy na Prospekcie Niepodległości w Mińsku wywieszono kilkadziesiąt flag.
Wielokrotnie zatrzymywano różne osoby pod zarzutem chuligaństwa, które polegało na zamianie flagi państwowej na biało-czerwono-białą. Próbowano aresztowanych identyfikować z Mironem. Jednak za każdym razem Miron w ciągu miesiąca wywieszał kolejne nielegalne flagi. 24 stycznia 2006 roku w trakcie zamiany flag na budynku Mińskiego Miejskiego Komitetu Wykonawczego został zatrzymany Dmitrij Kaspierowicz, działacz Młodego Frontu. Postawiono mu zarzut naruszenia porządku społecznego i zniszczenie mienia państwowego. Gazeta rządowa Sowiecka Białoruś (Советская Белоруссия) podała informację, że Kaspierowcz kierował się chęcią upodobnienia się do legendarnego Mirona oraz pragnienia być sławnym. 7 stycznia 2010 roku pod zarzutem wywieszenia flagi biało-czerwono-białej na choince w Witebsku zatrzymano Siarhieja Kawalenkę.

### Miron w sztuce i literaturze
Alaksiej Maraczkin stworzył obraz Miron, na którym główna postać tyłem do widza wiesza flagę biało-czerwono-białą na linii wysokiego napięcia. Zabroniono ekspozycji obrazu Miron. Jednak kilka razy udało się ją zorganizować, na przykład, na wystawie Pogoń (Пагоня) - 25 marca 2000 roku - w osiemdziesiątą drugą rocznicę powstania Białoruskiej Republiki Ludowej. Autor obrazu Miron w rozmowie z Radiem Swoboda zinterpretował swoje dzieło:

Miron to człowiek o ogromnych zdolnościach, o ogromnej sile, ktoś na poziomie Schwarzeneggera! To nasz białoruski superbohater! Wyobrażam go sobie tak: trzyma się linii wysokiego napięcia, w rękawiczkach, ma na czapce antenę, żeby utrzymywać połączenie ze światem - może z tymi, kto pilnuje, żeby go nie złapali. Namalowałem w taki sposób, że twarzy nie widać - zwróconego plecami. Pytali się mnie, dlaczego tak go namalowałem, i odpowiedziałem, że kiedy nasza flaga biało-czerwono-biała załopocze nad Białorusią, on pokaże swoją twarz wszystkim

Bard Zmicier Sidarowicz jest wykonawcą piosenki i autorem muzyki do słów Alaksieja Maraczkina:

Miron, Miron - legenda, miraż. Kim jest, skąd? Wiadomo tylko, że jest swoim chłopem. Naszym.

Ryhora Baradulina, jeden z poetów białoruskich, napisał o nim wiersz:

Drżyjcie i kołchozny tron, i wiaryłomne kapele, gdy wywiesza Miron flagę biało-czerwono-białą.